# 일본의 분할점령
일본의 분할 점령(일본어: 日本の分割統治計画) 계획안은 포츠담 선언을 통해 미국, 소련, 영국이 일본의 영토를 분할점령 하기로 계획한 것이다. 하지만 미국이 일본 제국에 원자폭탄을 투하하고 일본이 결국 포츠담 선언을 수용하면서 일본 본토가 실제로 분할점령되지는 않았다.

## 일본 분할점령안
1945년 7월 26일의 포츠담 회담에서 미국, 영국, 소련 3개국은 일본과의 장기전시 독일의 분할점령과 같은 방식으로 일본의 분할점령을 계획하였으며, 그 실행은 9월 이후 몰락 작전을 통해 연합군이 일본 본토를 상륙 점령하면서 이루어질 예정이었다. 미국의 히로시마·나가사키 원자폭탄 투하와 소련의 만주 전략공세작전 실행 직후 일본은 포츠담 선언을 수용하였고, 최종 계획안에서는 연합군 최고사령부가 일본 본토(혼슈, 시코쿠, 규슈, 홋카이도)와 주변 도서를 직접 통치하도록 하였다. 점령 계획이 수정된 원인은 알려지지 않고 있다. 원인에 대한 추측으로는 미국의 핵무기 개발에 따른 영향력 확대, 소련세력 배제, 내전으로 인해 중화민국이 참여하는 것이 불가능한 점, 트루먼의 공산권에 대한 불신과 얄타 회담 이후 동아시아에서의 소련의 영향력을 제한해야 할 필요성의 대두 등이 있다.

### SWNCC 70/5
1945년 8월 13일 미국 국무부에서 작성된 '종전 이후 일본 점령을 위한 국가별 무력구성(National Composition of Forces to Occupy Japan, SWNCC 70/5)'에서, 연합군 최고사령부는 미국이 간토 지방과 긴키 지방을 점령하고 소련은 홋카이도와 도호쿠 지방을, 영국은 규슈와 긴키 지방을, 중화민국은 시코쿠를 각각 점령해 통치하는 분할점령안을 기획했다. 하지만 중화민국의 경우 이미 일본의 반식민지화에 있었고 내전으로 인해 불가능한 일이였다. 계획안은 4개 연합국의 일본 점령 참여를 명시하고 있다;
c. The United Kingdom, China and the Soviet Union have a responsibility to participate with the United States in the occupation and military control of Japan and the obligation to assume a share in the burden thereof.
c. 영국, 중국과 소련은 미국과 함께 일본의 점령 및 군사적 통제에 참여할 책임과 그로 인한 부담을 분담할 의무가 있다.— SWNCC 70/5

### JWPC385/1
1945년 8월 미국 합동참모본부 내 합동전쟁계획위원회(Joint War Plans Committee, JWPC)는 '일본에 대한 연합국 관리 및 점령군 계획(JWPC385/1)'에서 일본에 4국 분할점령 계획을 작성했다. 하지만 중화민국의 경우 일본군의 난징 그리고 상하이, 만주 점령으로 인해 반식민지화되었고 내전으로 인해 전혀 가능한 작전이 아니였다 그래서 9월 22일 작성된 수정안 'JWPC385/5'에서는 38도선 분할이 확실시되어 영국과 중화민국을 배제하고 미국과 소련 양국의 분할점령안으로 바뀌었다.

### 소련의 홋카이도 점령 계획

일본 공산화 때에 유력한 일본 국기

소련은 홋카이도 점령에 관심을 보였다. 이것이 실행되었다면, 소련군이 루모이에 상륙하여 홋카이도를 점령하고, 결국 소련의 점령지가 되었을 것이다. 하지만 이 계획은 트루먼의 반대로 무산되었다.

### 영연방 점령군의 주코쿠·시코쿠 통치

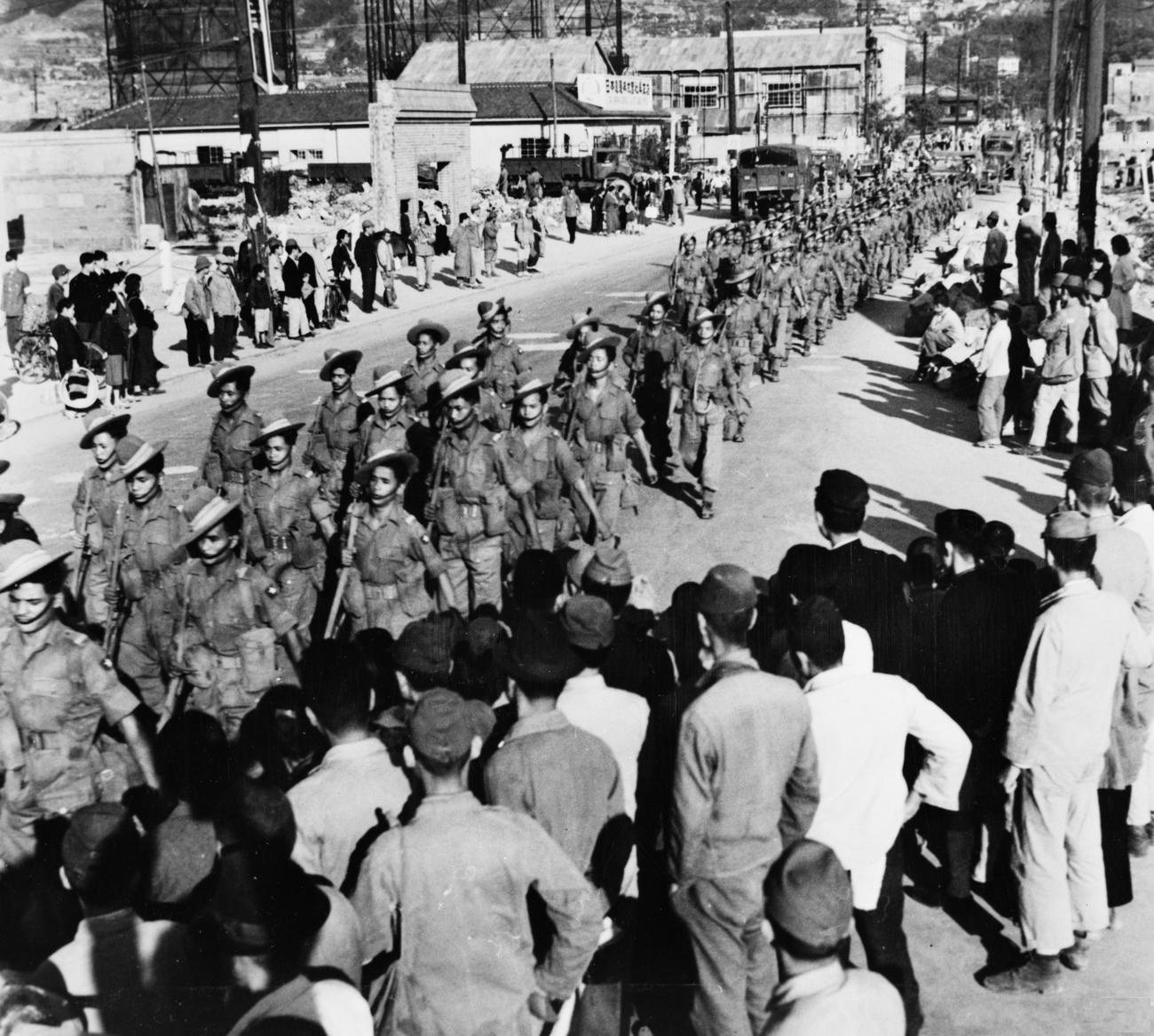
1946년 3월, 영국군 제5구르카소총연대 제2대대 병력이 일본 도착 직후 구레에서 행진하고 있다.

1946년 2월부터 영국군, 오스트레일리아군, 뉴질랜드군, 인도군 병력으로 구성된 영연방 점령군(British Commonwealth Occupation Force, BCOF)이 시코쿠와 주고쿠 지방에 상륙했다. 일본의 군정기 당시 미군이 점령을 총괄하는 역할을 맡은 반면, 1946년 2월 21일 동원된 영연방 점령군은 비무장화 지도와 일본 군수산업체 해체를 담당했다. 영연방 점령군은 구레에 사령부를 두고 일본 서부의 몇몇 현들을 통제했다. 병력은 최대일 때 약 4만 명이었다. 1947년, 영연방 점령군은 일본에서 병력을 감축하기 시작했고, 1951년에 공식적으로 철수했다.

## 실제 연합국들에게 할양된 영토
- 미국
  - 한반도 (38° N 이남)
  - 류큐 제도
  - 아마미 제도
  - 오가사와라 제도
  - 혼슈, 규슈, 홋카이도, 시코쿠
  - 마셜 제도
  - 캐롤라인 제도
  - 괌
  - 마리아나 제도
- 소련
  - 한반도 (38° N 이북)
  - 가라후토청
  - 쿠릴 열도
  - 관동주
  - 만주
- 중화민국
  - 타이완
  - 펑후 제도

### 일본의 구 괴뢰국 및 기타 점령 지역
- 미국
  - 필리핀
- 영국
  - 홍콩
  - 말레이시아
  - 북보르네오
  - 사라왁 왕국
  - 버마
- 프랑스
  - 베트남
  - 프랑스령 인도차이나
- 중화민국
  - 중국 대륙 일부
  - 만주국
  - 몽강연합자치정부

## 같이 보기
- 사건
  - 일본 전역
  - 소련 대일 참전
  - 일본의 항복
  - 포츠담 선언
- 연합군 군정기
  - 독일의 연합군 군정기
  - 오스트리아의 연합군 군정기
  - 일본의 군정기
  - 한국의 군정기
- 작전
  - 몰락 작전
- 정치
  - 분단국가
  - 분할통치
  - 연합군 최고사령부